# Greffen
Greffen [ˈgʀɛfən]  ist die kleinste der drei Ortschaften der Stadt Harsewinkel im Kreis Gütersloh in Nordrhein-Westfalen. Sie liegt an der Ems und hat 3316 Einwohner (Stand: 1. Januar 2024). Greffen ist über die Bundesstraße 513 mit Harsewinkel und der Kreisstadt Gütersloh verbunden.

## Geschichte
1042 wurde Greffen im Domnekrolog von Münster erstmals urkundlich erwähnt.
Bis zum Beginn des 19. Jahrhunderts gehörten Dorf und Kirchspiel Greffen zum Hochstift Münster und waren dem Amt Sassenberg unterstellt. Das Kirchspiel Greffen, zu dem auch die Oster- und die Wester-Bauerschaft gehörten, umfasste 1786 insgesamt 101 Wohnhäuser. Im Jahr 1803 wurden große Teile des aufgelösten Hochstifts Münster im Reichsdeputationshauptschluss dem König von Preußen zugesprochen. Im Frieden von Tilsit (1807) trat Preußen das Fürstentum Münster, damit auch Greffen, an Napoleon ab, der es 1808 dem zwei Jahre zuvor neu errichteten Großherzogtum Berg zuordnete. Greffen gehörte zum Kanton Sassenberg im Departement der Ems (1811 umgegliedert zum Departement der Ruhr). Nach der Völkerschlacht bei Leipzig und dem Rückzug der Franzosen aus den rechtsrheinischen Gebieten kam die Region 1813 zunächst provisorisch und aufgrund der auf dem Wiener Kongress (1815) getroffenen Vereinbarungen dauerhaft zum Königreich Preußen.
Unter der preußischen Verwaltung gehörte Greffen zum 1816 neugebildeten Regierungsbezirk Münster in der Provinz Westfalen und war der bereits in der großherzoglich-bergischen Zeit eingerichteten Bürgermeisterei Harsewinkel zugeordnet. Letztere wurde 1843 umgewandelt in das Amt Harsewinkel, das bis Ende 1972 bestand.
Am 1. Januar 1973 wurde im Zuge der Gebietsreform nach dem Bielefeld-Gesetz das Amt Harsewinkel aufgelöst und die Stadt Harsewinkel sowie die Gemeinden Greffen und Marienfeld zur neuen Stadt Harsewinkel zusammengeschlossen.

## Politik

### Wappen
Das Wappen der ehemaligen Gemeinde Greffen zeigt auf goldenem Schild einen roten Wellengöpel mit drei silbernen Kämmen. Die Vorlage zeigt das Siegel einer Sassenberger Burgmannsfamilie, die mit ihrem Haupthof in Greffen belehnt war. Die Umschrift des Siegels lautet S. GRACTONIS de GREVENE 1336. Das Siegel zeigt einen Schrägbalken mit drei Kämmen, bei denen es sich vermutlich um Rosskämme, die zur Mähnen- und Schweifhaarpflege verwendet werden. Die Farben waren unbekannt, deshalb wurden für das Gemeindewappen die Farben des roten münsterischen Stiftschildes angenommen. Um dem Wasserreichtum der Gemeinde gerecht zu werden, wandelte man den Schrägbalken in einen Wellengöpel um. Das Wappen wurde am 27. Januar 1939 genehmigt.

## Kultur und Sehenswürdigkeiten

### Bauwerke

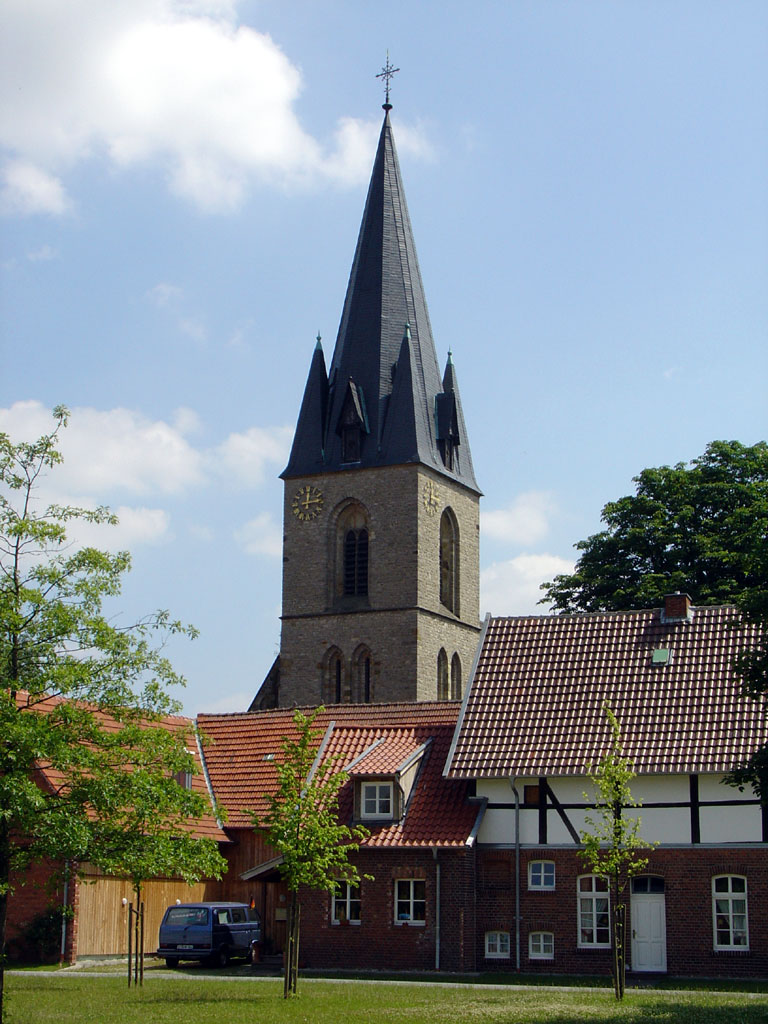
Blick auf den Greffner Kirchturm. Im Vordergrund das älteste Gebäude der Kirchringbebauung

- Kath. Pfarrkirche St. Johannes (der Täufer). In die 1899 von Hilger Hertel dem Jüngeren errichtete neugotische Hallenkirche wurden Teile des spätgotischen Vorgängerbaus integriert. Von diesem sind die zwei Mittelschiffsgewölbe und der Chor erhalten. Der Hochaltar stammt von 1748.
- Die den Kirchplatz umgebenden Bauten bildeten einst, ähnlich wie in Delbrück, Halle (Westf.) und Gütersloh, eine geschlossene Kirchringbebauung, die nach Abbrüchen und Modernisierungen kein einheitliches Bild mehr bietet. Das wohl älteste Gebäude in diesem Bereich ist Johannesplatz 14. Der zweigeschossige Fachwerkbau mit hoher Diele wurde dendrochronologisch auf das Jahr 1566 datiert.

### Naturschutzgebiete
Auf Greffener Gebiet liegen die beiden Naturschutzgebiete Am Sundern und Baggersee Greffener Mark.
Darüber hinaus liegt im Bereich Überems das Naturschutzgebiet Graureiherkolonie mit 4,09 Hektar Größe.
Am Rande der Emsaue liegt eine aus über 20 besetzten Horsten bestehende Graureiherkolonie in einem etwa 4 ha großen Biotopkomplex aus Laub-, Misch- und Nadelwald unterschiedlicher Bodenfeuchte, die ein naturnahes Kleingewässer von drei Seiten umgeben. Im Norden grenzt der sogenannte südliche Talgraben das Gebiet zu der hier ackerbaulich geprägten Emsaue ab. Die traditionellen Brutplätze der Graureiher (insgesamt 23 in 2004 – laut avifaunistischem Gutachten der Stadt Harsewinkel aus 2014 sind 42 Horste registriert) liegen in einem mittelalten, stellenweise farnreichen Kiefern-Mischwald im zentralen Teil des Gebietes, an den im Südosten ein mittelalter Stieleichenwald anschließt. Westlich der Kolonie hat sich unter einer von Süd nach Nord querenden 10 kV-Leitung ein Kleingewässer naturnah entwickelt, dass vor etwa 20 Jahren neu angelegt worden ist. Im Uferbereich wachsen lokal Röhrichte sowie ein bultiges Großseggenried der Steifen Segge. Der Westteil des NSG besteht aus einem tlw. ausgelichteten Erlen-Pappelwald unterschiedlicher Bodenfeuchte mit tlw. abgängigen Hybridpappeln in der 1. Baumschicht und Erlen im Unterstand. In den feuchteren Bereichen zeigt er Übergänge zum Erlenbruchwald. Das Gebiet ist als Graureiherkolonie aus naturkundlicher bzw. avifaunistischer Sicht besonders wertvoll. Neben dem Erhalt der Horstbäume bzw. des Kiefern-Mischwaldes sollten zudem ein Ziel die Wiedervernässung des Westteils und die Entnahme der dort stockenden Hybridpappeln sein. In der Graureiherkolonie brütet außerdem der Uhu sowie der Eisvogel. 
Die Unterschutzstellung erfolgt 
a) zur Erhaltung, Entwicklung und Wiederherstellung regional bedeutsamer Lebensräume und Lebensstätten seltener und gefährdeter sowie landschaftsraumtypischer Tier- und Pflanzenarten. Insbesondere zu erhalten und weiterzuentwickeln sind die nach § 62 LG geschützten Bruch- und Sumpfwälder auf feuchtnassen Standorten sowie ein naturnah ausgestattetes Stillgewässer mit lokal ausgebildeten Röhrichten und Großseggenrieden. Im mittelalten Kiefern-Mischwald befinden sich die traditionellen Brutplätze der Graureiher. Ferner sind die natürliche, hohe Arten- und Strukturvielfalt des Gebietes und die vorhandenen naturnahen Lebensräume besonders zu schützen und zu fördern. Dabei sind vor allem die Funktion des Gebietes als Lebens- und Fortpflanzungsraum für Amphibien, Libellen und Insekten sowie das Vorkommen zahlreicher standorttypischer, seltener und gefährdeter Pflanzenarten von besonderer Bedeutung,
b) aus wissenschaftlichen, naturgeschichtlichen und landeskundlichen Gründen,
c) wegen der Seltenheit, besonderen Eigenart und hervorragenden Schönheit des Gebietes.
Im Zuge der städtischen Planung von Windkraftpotentialflächen wurde festgestellt, dass neben den Graureihern auch ein Uhu in diesem Gebiet brütet.

## Wirtschaft und Infrastruktur

### Bildung
In Greffen gibt es drei Kindergärten: Den Kindergarten „St. Johannes“, die Stepke-KiTa Grashüpfer und den AWO-Kindergarten „Regenbogen“. Außerdem gibt es die Grundschule „St. Johannes“ und die Bücherei in kirchlicher Trägerschaft. Weiterführende Schulen befinden sich in Harsewinkel.

### Verkehr
Der Ort liegt an der B 513. Durch den Ort verläuft der Europaradweg R1.